# Kailin Curran
Kailin Curran (Ewa Beach, Hawái; 11 de abril de 1991) es una luchadora profesional estadounidense de artes marciales mixtas. Anteriormente luchó para Ultimate Fighting Championship.

## Carrera
Comenzó su carrera como amateur en 2010, acumulando un récord personal de cuatro victorias y una derrota. Tres años después, en marzo de 2013, hizo su debut como profesional luchando para la promoción Pacific Xtreme Combat. Un año más tarde, a finales de noviembre de 2014, debutaba con Ultimate Fighting Championship (UFC), en un combate en el que se enfrentó a Paige VanZant y que perdió por TKO en la tercera ronda. A pesar de ello, fue galardonada con los honores de Pelea de la Noche.
En su segunda pelea para la UFC, combatió contra la australiana Alex Chambers en UFC Fight Night: Miocic vs. Hunt. Aun controlando buena parte de los asaltos, al término del tercer round perdía por sumisión. A continuación, Curran se enfrentó a Emily Kagan en UFC Fight Night: Namajunas vs. VanZant. Ganó el combate por sumisión en el segundo asalto.
Más adelante, le tocó enfrentarse a Felice Herrig en UFC on Fox: Holm vs. Shevchenko. Cayó derrotada por sumisión apenas comenzar el primer asalto. Su siguiente combate la llevó frente a Jamie Moyle, en el espectáculo The Ultimate Fighter: Tournament of Champions Finale, que se saldó con una nueva derrota, esta vez por decisión unánime. Posteriormente combatió contra la rusa Aleksandra Albu, el 29 de julio de 2017 en UFC 214, perdiendo por decisión unánime al término del tercer asalto.
Curran llevaba un balance negativo de tres derrotas seguidas al término de enfrentarse contra la china Yan Xiaonan el 25 de noviembre de 2017 en UFC Fight Night: Bisping vs. Gastelum. Nuevamente sufrió una derrota por decisión unánime. Tras no remontar su situación, y con cuatro combates perdidos de manera consecutiva, la promoción la liberó de su contrato en marzo de 2018.

## Combates realizados

### Registro en artes marciales mixtas
| Resultado | Récord | Oponente           | Método                      | Evento                                               | Fecha                   | Ronda | Tiempo | Localización |
| --------- | ------ | ------------------ | --------------------------- | ---------------------------------------------------- | ----------------------- | ----- | ------ | ------------ |
| Derrota   | 6–7    | Brianna Van Buren  | Sumisión (rear-naked choke) | Invicta Phoenix Series 1                             | 3 de mayo de 2019       | 2     | 3:49   | Kansas City  |
| Victoria  | 6–6    | Sharon Jacobsen    | Decisión (unánime)          | Invicta Phoenix Series 1                             | 3 de mayo de 2019       | 1     | 5:00   | Kansas City  |
| Victoria  | 5–6    | Sunna Davíðsdóttir | Decisión (split)            | Invicta Phoenix Series 1                             | 3 de mayo de 2019       | 1     | 5:00   | Kansas City  |
| Derrota   | 4–6    | Yan Xiaonan        | Decisión (unánime)          | UFC Fight Night: Bisping vs. Gastelum                | 25 de noviembre de 2017 | 3     | 5:00   | Shanghái     |
| Derrota   | 4–5    | Aleksandra Albu    | Decisión (unánime)          | UFC 214                                              | 29 de julio de 2017     | 3     | 5:00   | Anaheim      |
| Derrota   | 4–4    | Jamie Moyle        | Decisión (unánime)          | The Ultimate Fighter: Tournament of Champions Finale | 3 de diciembre de 2016  | 3     | 5:00   | Las Vegas    |
| Derrota   | 4–3    | Felice Herrig      | Sumisión (rear-naked choke) | UFC on Fox: Holm vs. Shevchenko                      | 23 de julio de 2016     | 3     | 5:00   | Chicago      |
| Victoria  | 4–2    | Emily Kagan        | Sumisión (rear-naked choke) | UFC Fight Night: Namajunas vs. VanZant               | 10 de diciembre de 2015 | 3     | 5:00   | Las Vegas    |
| Derrota   | 3–2    | Alex Chambers      | Sumisión (armbar)           | UFC Fight Night: Miocic vs. Hunt                     | 10 de mayo de 2015      | 3     | 5:00   | Adelaida     |
| Derrota   | 3–1    | Paige VanZant      | TKO (puñetazos)             | UFC Fight Night: Edgar vs. Swanson                   | 22 de noviembre de 2014 | 1     | 1:35   | Austin       |
| Victoria  | 3–0    | Yoo Jin Jung       | Decisión (unánime)          | Pacific Xtreme Combat 42                             | 28 de febrero de 2014   | 3     | 5:00   | Mangilao     |
| Victoria  | 2–0    | Emi Tomimatsu      | Decisión (unánime)          | Pacific Xtreme Combat 38                             | 9 de agosto de 2013     | 3     | 5:00   | Mangilao     |
| Victoria  | 1–0    | Kaiyana Rain       | Decisión (unánime)          | Pacific Xtreme Combat 36                             | 8 de marzo de 2013      | 1     | 3:59   | Mangilao     |